# Ashford & Simpson
Ashford & Simpson sono stati un duo di cantautori, produttori discografici, compositori e parolieri statunitensi.

## Carriera
Nickolas Ashford (4 maggio 1941 – 22 agosto 2011) originario della Carolina del Sud, e Valerie Simpson (26 agosto 1946), nata a New York, si sono incontrati nel 1964 e sono stati anche marito e moglie. Ashford è deceduto nel 2011 all'età di 70 anni.
Nickolas Ashford e Valerie Simpson erano produttori di canzoni. Hanno iniziato a scrivere e registrare insieme nel 1964 e due anni dopo hanno scritto la loro prima canzone di successo, Let's Go Get Stoned, registrata da Ray Charles. Hanno poi assunto posizioni di staff alla Motown, dove hanno scritto e prodotto successi per Marvin Gaye e Diana Ross. Durante il loro soggiorno alla Motown, Valerie pubblicò un paio di album da solista che fallirono, spingendo lei e Ashford a lasciare nel 1973. Da quel momento in poi, il duo si concentrò sulla realizzazione dei propri dischi, anche se scrissero il successo di Chaka Khan I'm Every Woman prima di ottenere finalmente il riconoscimento come artisti a pieno titolo. Hanno avuto due figlie: Nicole Ashford e Asia Ashford.
Hanno scritto brani come Ain't No Mountain High Enough, You're All I Need to Get By e Ain't Nothing like the Real Thing, interpretati in duo da Marvin Gaye e Tammi Terrell.
Del duo è anche la canzone Reach Out and Touch (Somebody's Hand), cantata da Diana Ross e presente nel suo album d'esordio del 1970. Sono autori di altri brani di successo come I'm Every Woman, interpretata da Chaka Khan e poi da Whitney Houston, e Is It Still Good to You?, cantata da Teddy Pendergrass.
Nel periodo tra il 1971 e il 1972, Valerie Simpson ha pubblicato due album e alcuni singoli da solista.
I brani più conosciuti di Ashford & Simpson interpretati dagli stessi autori sono probabilmente Solid (1984) e Found a Cure (1979).
Nel 2002 il duo è stato inserito nella Songwriters Hall of Fame.

## Discografia

### Album in studio
| 1973                                                                    | Gimme Something Real   | 156 | 18 | —  | —  | —  | —  | —  | —  | —  |              | Warner Bros.   |
| 1974                                                                    | I Wanna Be Selfish     | 195 | 21 | —  | —  | —  | —  | —  | —  | —  |              | Warner Bros.   |
| 1976                                                                    | Come as You Are        | 189 | 35 | —  | —  | —  | —  | —  | —  | —  |              | Warner Bros.   |
| 1977                                                                    | So So Satisfied        | 180 | 30 | —  | —  | —  | —  | —  | —  | —  |              | Warner Bros.   |
| 1977                                                                    | Send It                | 52  | 10 | —  | 53 | —  | —  | —  | —  | —  | - RIAA: Gold | Warner Bros.   |
| 1978                                                                    | Is It Still Good to Ya | 20  | 1  | —  | 43 | —  | —  | —  | —  | —  | - RIAA: Gold | Warner Bros.   |
| 1979                                                                    | Stay Free              | 23  | 3  | —  | 71 | —  | —  | —  | —  | —  | - RIAA: Gold | Warner Bros.   |
| 1980                                                                    | A Musical Affair       | 38  | 8  | —  | —  | —  | —  | —  | —  | —  |              | Warner Bros.   |
| 1982                                                                    | Street Opera           | 45  | 5  | —  | —  | —  | —  | —  | —  | —  |              | Capitol        |
| 1983                                                                    | High-Rise              | 84  | 14 | —  | —  | —  | —  | —  | —  | —  |              | Capitol        |
| 1984                                                                    | Solid                  | 29  | 1  | 13 | 47 | 11 | 25 | 17 | 15 | 42 | - RIAA: Gold | Capitol        |
| 1986                                                                    | Real Love              | 74  | 12 | —  | —  | —  | —  | —  | —  | —  |              | Capitol        |
| 1989                                                                    | Love or Physical       | 135 | 28 | —  | —  | —  | —  | —  | —  | —  |              | Capitol        |
| 1996                                                                    | Been Found             | —   | 49 | —  | —  | —  | —  | —  | —  | —  |              | Hopsack & Silk |
| "—" indica un brano non classificato o non presente in quel territorio. |                        |     |    |    |    |    |    |    |    |    |              |                |

### Live albums
| 1981                                                                    | Performance    | 125 | 45 | Warner Bros. |
| 2009                                                                    | The Real Thing | —   | 59 | Burgundy     |
| "—" indica un brano non classificato o non presente in quel territorio. |                |     |    |              |

### Raccolte
- The Best of Ashford & Simpson (1993, Capitol)
- Capitol Gold: The Best of Ashford & Simpson (1996, Capitol)
- The Gospel According to Ashford & Simpson: Count Your Blessings (1996, EMI)
- The Very Best of Ashford & Simpson (2002, Warner Bros./Rhino)
- The Warner Bros. Years: Hits, Remixes & Rarities (2008, Rhino)

### Singoli
| Anno                                                                              | Brano                                              | Posizione in graduatoria | Posizione in graduatoria | Posizione in graduatoria | Posizione in graduatoria | Posizione in graduatoria | Posizione in graduatoria | Posizione in graduatoria | Posizione in graduatoria | Posizione in graduatoria | Posizione in graduatoria | Certificazioni         | Album                          |
| Anno                                                                              | Brano                                              | US                       | US R&B                   | US Dan                   | AUT                      | CAN                      | GER                      | NLD                      | NZ                       | SWI                      | UK                       | Certificazioni         | Album                          |
| --------------------------------------------------------------------------------- | -------------------------------------------------- | ------------------------ | ------------------------ | ------------------------ | ------------------------ | ------------------------ | ------------------------ | ------------------------ | ------------------------ | ------------------------ | ------------------------ | ---------------------- | ------------------------------ |
| 1964                                                                              | "I'll Find You"                                    | 117                      | —                        | —                        | —                        | —                        | —                        | —                        | —                        | —                        | —                        |                        | N.D.                           |
| 1964                                                                              | "Don't You Feel Sorry"                             | —                        | —                        | —                        | —                        | —                        | —                        | —                        | —                        | —                        | —                        |                        | N.D.                           |
| 1964                                                                              | "It Ain't Like That"                               | —                        | —                        | —                        | —                        | —                        | —                        | —                        | —                        | —                        | —                        |                        | N.D.                           |
| 1973                                                                              | "(I'd Know You) Anywhere"                          | 88                       | 37                       | —                        | —                        | —                        | —                        | —                        | —                        | —                        | —                        |                        | Gimme Something Real           |
| 1974                                                                              | "Have You Ever Tried It"                           | —                        | 77                       | —                        | —                        | —                        | —                        | —                        | —                        | —                        | —                        |                        | Gimme Something Real           |
| 1974                                                                              | "Main Line"                                        | —                        | 37                       | —                        | —                        | —                        | —                        | —                        | —                        | —                        | —                        |                        | I Wanna Be Selfish             |
| 1974                                                                              | "Everybody's Got to Give It Up"                    | —                        | 53                       | —                        | —                        | —                        | —                        | —                        | —                        | —                        | —                        |                        | I Wanna Be Selfish             |
| 1975                                                                              | "Bend Me"                                          | —                        | 73                       | —                        | —                        | —                        | —                        | —                        | —                        | —                        | —                        |                        | Gimme Something Real           |
| 1976                                                                              | "It'll Come, It'll Come, It'll Come"               | —                        | 96                       | —                        | —                        | —                        | —                        | —                        | —                        | —                        | —                        |                        | Come as You Are                |
| 1976                                                                              | "Somebody Told a Lie"                              | —                        | 58                       | —                        | —                        | —                        | —                        | —                        | —                        | —                        | —                        |                        | Come as You Are                |
| 1976                                                                              | "One More Try"                                     | —                        | —                        | 9                        | —                        | —                        | —                        | —                        | —                        | —                        | —                        |                        | Come as You Are                |
| 1976                                                                              | "Tried, Tested and Found True"                     | —                        | 52                       | 34                       | —                        | —                        | —                        | —                        | —                        | —                        | —                        |                        | So So Satisfied                |
| 1977                                                                              | "So So Satisfied"                                  | —                        | 27                       | —                        | —                        | —                        | —                        | —                        | —                        | —                        | —                        |                        | So So Satisfied                |
| 1977                                                                              | "Over and Over"                                    | —                        | 39                       | —                        | —                        | —                        | —                        | —                        | —                        | —                        | —                        |                        | So So Satisfied                |
| 1977                                                                              | "Send It"                                          | —                        | 15                       | —                        | —                        | —                        | —                        | —                        | —                        | —                        | —                        |                        | Send It                        |
| 1978                                                                              | "Don't Cost You Nothing"                           | 79                       | 10                       | 23                       | —                        | —                        | —                        | —                        | —                        | —                        | —                        |                        | Send It                        |
| 1978                                                                              | "By Way of Love's Express"                         | —                        | 35                       | —                        | —                        | —                        | —                        | —                        | —                        | —                        | —                        |                        | Send It                        |
| 1978                                                                              | "Stuff Like That" (with Quincy Jones & Chaka Khan) | 21                       | 1                        | —                        | —                        | 23                       | —                        | 24                       | —                        | —                        | 34                       |                        | Sounds...and Stuff Like That!! |
| 1978                                                                              | "It Seems to Hang On"                              | —                        | 2                        | —                        | —                        | —                        | —                        | —                        | —                        | —                        | 48                       |                        | Is It Still Good to Ya         |
| 1978                                                                              | "Is It Still Good to Ya"                           | —                        | 12                       | —                        | —                        | —                        | —                        | —                        | —                        | —                        | —                        |                        | Is It Still Good to Ya         |
| 1979                                                                              | "Flashback"                                        | —                        | 70                       | —                        | —                        | —                        | —                        | —                        | —                        | —                        | —                        |                        | Is It Still Good to Ya         |
| 1979                                                                              | "Found a Cure"                                     | 36                       | 2                        | 1                        | —                        | 65                       | —                        | 37                       | —                        | —                        | —                        |                        | Stay Free                      |
| 1979                                                                              | "Nobody Knows"                                     | —                        | 19                       | 1                        | —                        | —                        | —                        | —                        | —                        | —                        | —                        |                        | Stay Free                      |
| 1979                                                                              | "Stay Free"                                        | —                        | —                        | 1                        | —                        | —                        | —                        | —                        | —                        | —                        | —                        |                        | Stay Free                      |
| 1980                                                                              | "Love Don't Make It Right"                         | —                        | 6                        | 7                        | —                        | —                        | —                        | —                        | —                        | —                        | —                        |                        | A Musical Affair               |
| 1980                                                                              | "Happy Endings"                                    | —                        | 35                       | —                        | —                        | —                        | —                        | —                        | —                        | —                        | —                        |                        | A Musical Affair               |
| 1981                                                                              | "Get Out Your Handkerchief"                        | —                        | 65                       | —                        | —                        | —                        | —                        | —                        | —                        | —                        | —                        |                        | A Musical Affair               |
| 1981                                                                              | "It Shows in the Eyes"                             | —                        | 34                       | —                        | —                        | —                        | —                        | —                        | —                        | —                        | —                        |                        | Performance                    |
| 1981                                                                              | "It's the Long Run"                                | —                        | —                        | —                        | —                        | —                        | —                        | —                        | —                        | —                        | —                        |                        | Performance                    |
| 1982                                                                              | "Street Corner"                                    | 56                       | 9                        | 11                       | —                        | —                        | —                        | —                        | —                        | —                        | —                        |                        | Street Opera                   |
| 1982                                                                              | "Love It Away"                                     | —                        | 20                       | —                        | —                        | —                        | —                        | —                        | —                        | —                        | —                        |                        | Street Opera                   |
| 1983                                                                              | "I'll Take the Whole World On"                     | —                        | —                        | —                        | —                        | —                        | —                        | —                        | —                        | —                        | —                        |                        | Street Opera                   |
| 1983                                                                              | "High-Rise"                                        | —                        | 17                       | 41                       | —                        | —                        | —                        | —                        | —                        | —                        | —                        |                        | High-Rise                      |
| 1983                                                                              | "It's Much Deeper"                                 | —                        | 45                       | —                        | —                        | —                        | —                        | —                        | —                        | —                        | —                        |                        | High-Rise                      |
| 1984                                                                              | "I'm Not That Tough"                               | —                        | 78                       | —                        | —                        | —                        | —                        | —                        | —                        | —                        | —                        |                        | High-Rise                      |
| 1984                                                                              | "Solid"                                            | 12                       | 1                        | 15                       | 4                        | 5                        | 2                        | 3                        | 1                        | 3                        | 3                        | - BPI: Gold - MC: Gold | Solid                          |
| 1985                                                                              | "Outta the World"                                  | 102                      | 4                        | 4                        | —                        | —                        | —                        | —                        | —                        | —                        | —                        |                        | Solid                          |
| 1985                                                                              | "Babies"                                           | 102                      | 29                       | —                        | —                        | —                        | 53                       | —                        | —                        | —                        | 56                       |                        | Solid                          |
| 1986                                                                              | "Count Your Blessings"                             | 84                       | 4                        | —                        | —                        | —                        | —                        | —                        | —                        | —                        | 79                       |                        | Real Love                      |
| 1986                                                                              | "What Becomes of Love"                             | —                        | —                        | —                        | —                        | —                        | —                        | —                        | —                        | —                        | —                        |                        | Real Love                      |
| 1987                                                                              | "Nobody Walks in L.A."                             | —                        | —                        | —                        | —                        | —                        | —                        | —                        | —                        | —                        | —                        |                        | Real Love                      |
| 1989                                                                              | "I'll Be There for You"                            | —                        | 2                        | —                        | —                        | —                        | —                        | —                        | —                        | —                        | —                        |                        | Love or Physical               |
| 1989                                                                              | "Cookies and Cake"                                 | —                        | —                        | —                        | —                        | —                        | —                        | —                        | —                        | —                        | —                        |                        | Love or Physical               |
| 1990                                                                              | "Hungry for Me Again"                              | —                        | 40                       | —                        | —                        | —                        | —                        | —                        | —                        | —                        | —                        |                        | Def by Temptation              |
| 1996                                                                              | "Been Found"                                       | —                        | 80                       | —                        | —                        | —                        | —                        | —                        | —                        | —                        | —                        |                        | Been Found                     |
| 1997                                                                              | "What If"                                          | —                        | 94                       | —                        | —                        | —                        | —                        | —                        | —                        | —                        | —                        |                        | Been Found                     |
| 2001                                                                              | "We Are Family" (with Various Artists)             | —                        | —                        | —                        | —                        | —                        | —                        | —                        | —                        | —                        | —                        |                        | N.D.                           |
| "—" denotes a recording that did not chart or was not released in that territory. |                                                    |                          |                          |                          |                          |                          |                          |                          |                          |                          |                          |                        |                                |